# Els Belmans
Els Belmans, née le 30 mars 1983 à Zoersel, est une cycliste belge.

## Palmarès sur piste

### Championnats du monde
- Apeldoorn 2011
  - 10e de la poursuite par équipes

### Championnats nationaux
- 2011
  - 3e de l'omnium
  - 3e de la poursuite
- 2012
  -  Championne de la course aux points
  -  Championne de la poursuite
  -  Championne du scratch
  - 3e de l'omnium
- 2013
  -  Championne de l'omnium
  - 2e du 500 mètres
  - 3e de l'omnium